# Тяка (комуна)
Тяка (рум. Teaca) — комуна у повіті Бистриця-Несеуд в Румунії. До складу комуни входять такі села (дані про населення за 2002 рік):
- Аркіуд (710 осіб)
- Будурлень (135 осіб)
- Віїле-Течій (1074 особи)
- Окніца (1133 особи)
- Пінтіку (881 особа)
- Тяка (2089 осіб) — адміністративний центр комуни

Комуна розташована на відстані 301 км на північний захід від Бухареста, 24 км на південь від Бистриці, 70 км на схід від Клуж-Напоки.

## Населення
За даними перепису населення 2002 року у комуні проживали 6022 особи.
Національний склад населення комуни:
| Національність | Кількість осіб | Відсоток |
| -------------- | -------------- | -------- |
| румуни         | 4356           | 72,3%    |
| цигани         | 1066           | 17,7%    |
| угорці         | 551            | 9,1%     |
| німці          | 49             | 0,8%     |

Рідною мовою назвали:
| Мова      | Кількість осіб | Відсоток |
| --------- | -------------- | -------- |
| румунська | 4830           | 80,2%    |
| циганська | 639            | 10,6%    |
| угорська  | 515            | 8,6%     |
| німецька  | 38             | 0,6%     |

Склад населення комуни за віросповіданням:
| Релігія                                       | Кількість осіб | Відсоток |
| --------------------------------------------- | -------------- | -------- |
| православні                                   | 4979           | 82,7%    |
| реформати                                     | 386            | 6,4%     |
| адвентисти                                    | 348            | 5,8%     |
| римо-католики                                 | 88             | 1,5%     |
| греко-католики                                | 68             | 1,1%     |
| п'ятдесятники                                 | 59             | 1,0%     |
| баптисти                                      | 54             | 0,9%     |
| лютерани (Синодально-пресвітеріанська церква) | 32             | 0,5%     |
| унітарії                                      | 1              | < 0,1%   |
| бретрени                                      | 1              | < 0,1%   |
| лютерани                                      | 1              | < 0,1%   |
| лютерани (Аугсбурзького сповідання)           | 1              | < 0,1%   |
| не вказали релігію                            | 1              | < 0,1%   |